# Schartschrofen
Der Schartschrofen ist ein 1968 m ü. A. hoher Nebengipfel der Roten Flüh in den Tannheimer Bergen der Allgäuer Alpen. Er liegt nordwestlich der  Roten Flüh und südlich des Füssener Jöchls.

## Besteigung
Auf den Schartschrofen führen zwei markierte Wege. Der Normalweg führt aus dem Tannheimer Tal über das Füssener Jöchl – bis hierher ist ebenfalls die Fahrt mit der Bergbahn aus Grän möglich – weiter zum Hallgernjoch und von dort zum Gipfel. Über den 150 m hohen Südostgrat führt der durchgehend drahtseilgesicherte Friedberger Klettersteig zunächst über den Grat und nach einer Querung in die  Südflanke schließlich durch eine Rinne zum Gipfel.